# 田中里沙
田中 里沙（たなか りさ）は、事業構想大学院大学学長。宣伝会議取締役副社長・編集室長、日本郵便取締役、三重大学理事・副学長、首都高速道路監査役などを歴任。

## 来歴

### 株式会社宣伝会議へ
三重県津市出身。三重県立津高等学校卒業後、学習院大学文学部英米文学科卒業。株式会社宣伝会議では総務を経て編集部に移り企業宣伝部、メディア、海外広告情報などを担当。 主要な対象読者層の若返りを図る戦略のもと、29歳で同誌の編集長に抜擢された。

### その他
専門は広報ブランディング、企業の広報宣伝戦略、マーケティングトレンド分析など。 広告賞審査員、行政・企業の広報宣伝アドバイザーなども歴任してきた。
テレビ番組のTBS『ブロードキャスター』にゲスト・コメンテーターとして2001年から2008年のあいだ出演し、NHK『日曜討論』、TBS『Nスタ』、また『ひるおび!』にレギュラーコメンテーターとして出演。
第53回ベストドレッサー賞 学術・文化部門を受賞。

## 役職
- 宣伝会議編集長（1995年 - ）
- 宣伝会議取締役副社長（2011年 - ）兼編集室長
- 宣伝会議取締役メディア・情報統括（2016年 - ）[10]
- 事業構想大学院大学教授（マーケティング・社会分析[11][12]）（2012年 - ）
- 事業構想大学院大学学長（2016年 - ）[1]
- 日本郵便社外取締役（2014年6月 - ）[12][1]
- 第31次地方制度調査会委員[13][14][15]
- 淑徳大学人文学部表現学科特命教授[16]（2014年 - ）
- スカパーJSATグループ委員
- SBプレイヤーズ取締役（2019年 - ）[10]
- 財務省財政制度等審議会委員（2019年 - ）[10]
- 国土交通省社会資本整備審議会委員（2019年 - ）[10]
- 国土交通省交通政策審議会委員（2019年 - ）[10]
- ブロードリーフ取締役（2020年 - ）[10]
- 国土交通省国土審議会委員（2020年 - ）[10]
- 三重大学理事・副学長（2021年 - ）[10]
- 井村屋グループ取締役（2021年 - ）[10]
- 首都高速道路監査役（2022年 - ）[17][18]
- 第33次地方制度調査会委員（2022年 - ）[10]